# Fleckgeflutscht!
Fleckgeflutscht! – Abenteuer im Abflussland (Originaltitel: Staines Down Drains) ist eine australisch-neuseeländische-deutsch Zeichentrickserie, die zwischen 2006 und 2007 produziert wurde.

## Handlung
Die beiden Geschwister Florian und Ameliese Fleck besitzen ein Schrumpfungsportal im Keller. Durch dieses können sie sich in Abflüssen fortbewegen. Dort lernen sie mehrere mutierte Gestalten kennen die zu ihren Freunden werden. Allerdings versucht Dr. Ätz das Abflussland mit seinen Würmern zu beherrschen.

## Produktion und Veröffentlichung
Die Serie wurde von 2006 bis 2007 produziert. Dabei sind zwei Staffeln mit jeweils 13 Folgen entstanden. Regie führten Jane Schneider und Guy Gross. Am Drehbuch schrieben Brendan Luno, Anthony Watt und David Witt. Die Musik wurde von Michael Lira komponiert. Die Serie wird von Studio 100 vertrieben und von Flux Animation mit der Unterstützung von Studio 100 animiert. Leitende Produzentin ist Jim Mora. Während die erste Staffel noch eine Laufzeit von 24 Minuten hatte, wurde die 2. Staffel auf 11 Minuten Laufzeit gekürzt.
Die Serie feierte ihr Debüt im Oktober 2006 im Seven Network. Am 28. Februar erfolgte die neuseeländische Ausstrahlung auf TV2. 
Die deutsche Erstausstrahlung fand am 8. September 2007 auf dem Disney Channel statt. Weitere Ausstrahlungen erfolgten ebenfalls auf KIKA, ZDF, Junior, ORF eins und Toon Disney.

## Episodenliste

### Staffel 1
| Folgen-Nr. | Nr. in der Staffel | deutscher Titel                | englischer Titel          |
| 1          | 01                 | Das geheimnisvolle Waschbecken | Drainland Unplugged       |
| 2          | 02                 | Neue Freunde                   | Once More Unto The Drains |
| 3          | 03                 | Auge in Auge mit Dr. Ätz       | Meet The Drain            |
| 4          | 04                 | Im Land der Riesen             | Land Of Giants            |
| 5          | 05                 | Das Ding mit dem Ring          | A Ring Thing              |
| 6          | 06                 | Die Wahnbahn                   | Choo Choo Drain           |
| 7          | 07                 | Herzlichen Glückwunsch         | Glass Bowl Of Love        |
| 8          | 08                 | Drunter und Drüber             | All Dug Up                |
| 9          | 09                 | Haarige Angelegenheiten        | Vanity Hair               |
| 10         | 10                 | Suppe satt                     | In The Soup               |
| 11         | 11                 | Kippenalarm                    | No Butts                  |
| 12         | 12                 | Fit ist der Hit                | Fighting Fit              |
| 13         | 13                 | Windelschwindel                | Nappy Days                |

### Staffel 2
| Folgen-Nr. | Nr. in der Staffel | deutscher Titel          | englischer Titel           |
| 14         | 01                 | Süßes oder Saures        | Halloween                  |
| 15         | 02                 | Der Glückshandschuh      | Freeze A Jolly Good Fellow |
| 16         | 03                 | Weg mit dem Dreck!       | Slime Time                 |
| 17         | 04                 | Wabbel mittendrin        | Inner Space                |
| 18         | 05                 | Haarausfall              | Hair Today                 |
| 19         | 06                 | Ungebetene Gäste         | Unwelcome Guest            |
| 20         | 07                 | Gebiss des Grauens       | Dentures Of Death          |
| 21         | 08                 | Goldrausch               | Going For Gold             |
| 22         | 09                 | Gute Nacht, Abflussland! | Pipe Dreams                |
| 23         | 10                 | Die Hochzeitstorte       | Kidnapped                  |
| 24         | 11                 | Der Besuch der Königin   | The Queen And I            |
| 25         | 12                 | Die Maske fällt          | Unmasked                   |
| 26         | 13                 | Die letzte Spülung       | The Final Flush            |